# Маргарита де Бурбон (1438—1483)
Маргарита де Бурбон (5 февраля 1438 — 24 апреля 1483) — дочь герцога Карла I де Бурбона (1401—1456) и Агнессы Бургундской (1407—1476), мать французской королевы-матери Луизы Савойской. 
6 апреля 1472 года она вышла замуж за Филиппа II Савойского (1438—1497). Их дети:
1. Луиза Савойская (1476—1531), выдана за Карла Орлеанского, графа Ангулемского. Их дети:
  1. Франциск I, король Франции[2], чья дочь Маргарита Валуа вышла замуж за Эммануила-Филиберта, внука Филиппа II и будущего герцога Савойского[2].
  2. Маргарита Наваррская (1492—1549) — регентша при короле Генрихе II Наваррском.
2. Джироламо (1478).
3. Филиберт II, герцог Савойский (1480—1504).

Маргарита де Бурбон умерла 24 апреля 1483 года.